# Histoire de France en bandes dessinées
Histoire de France en bandes dessinées est une série de bande dessinée didactique publiée par Larousse d'octobre 1976 à septembre 1978 en 24 fascicules de 48 pages.
Réalisée par une équipe d'une quinzaine de dessinateurs réalistes parmi les plus réputés de l'époque et  de huit scénaristes, cette série occupant une niche éditoriale jusque-là non exploitée est un grand succès public, bien qu'elle témoigne d'une vision de l'histoire de France héritée du XIXe siècle.

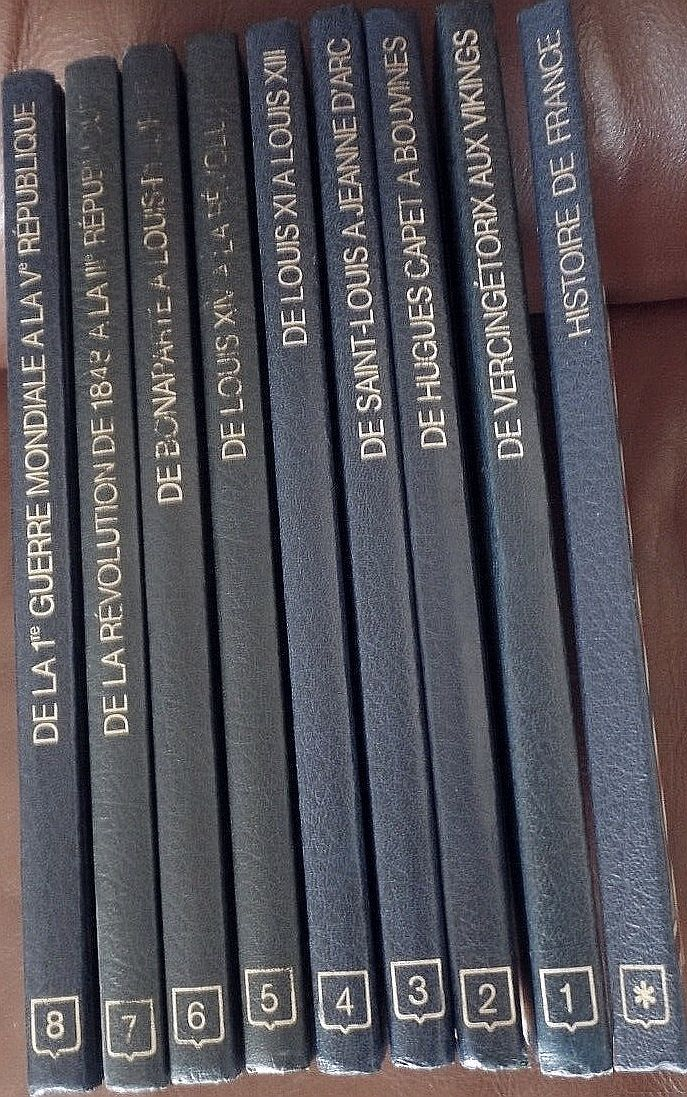
Histoire de France en bandes dessinées Larousse - Rombaldi.

Sa dernière réédition date de 2008.

## Histoire éditoriale
L'initiative de la série revient à Michel de France, éditeur scolaire chez Larousse qui estimait qu'un marché pouvait exister pour une telle série, à une époque où la bande dessinée historique se fait rare en France.
Le dessin réaliste étant alors en déclin, Larousse fait appel à de nombreux étrangers, souvent très réputés. La série est ainsi mise en image par les Français Raymond Poïvet et Gérald Forton, le Portugais Eduardo Teixeira Coelho, les Espagnols José Bielsa, Victor de la Fuente, Xavier Musquera, Julio Ribera et Enric Sió et les Italiens Dino Battaglia, Guido Buzzelli, Milo Manara, Raffaele Carlo Marcello, Ferdinando Tacconi et Sergio Toppi.
Les récits sont d'abord écrits par des scénaristes de bande dessinée (Pierre Castex, Roger Lécureux, Jean Ollivier, Víctor Mora, Christian Godard), qui cèdent progressivement la place à des historiens (Jacques Bastian, Robert Biélot et André Bérélowitch).
La série est publiée d'octobre 1976 à septembre 1978, sous forme de 24 fascicules mensuels allant de Vercingétorix à l'élection de Valery Giscard d'Estaing. Les fascicules sont ensuite recueillis en huit albums cartonnés. Parallèlement à cette parution, une mini-série scénarisée par Guy Mottet et bruitée à partir des motifs des planches de cet ouvrage est diffusée sur FR3[Quand ?].

## Un succès public
La série est  un succès public et elle reçoit le prix Haga de la meilleure collection de bandes dessinées au 5e Salon national de la bande dessinée de Toulouse en 1977. Si le lectorat visé sont les enfants et pré-adolescents, la série est largement lue au sein des familles, ce qui conduit Larousse à proposer des rééditions reliées cuir luxueuses en 1979-1980.
Ce succès conduit ensuite Larousse à lancer La  Découverte du monde en bande dessinée pour exploiter la veine de l'histoire en bande dessinée.
Cette série est rééditée en 16 volumes, avec de nouvelles préfaces rédigées par des historiens contemporains, en 2008, à l'initiative du journal Le Monde.

## Critiques
Histoire de France en bandes dessinées  met en avant une histoire événementielle centrée sur les grands hommes, proche de l'« histoire-catéchisme façon IIIe République » reposant sur le « roman national », ce qui lui vaut les critiques de nombreux professeurs d'histoire — ainsi que du quotidien communiste L'Humanité.

## Publications

### Fascicules originaux
- Histoire de France en bandes dessinées, 24 fascicules contenant 2 récits, Larousse, octobre 1976-septembre 1978[9]

### Rééditions
- Histoire de France en bandes dessinées , 8 recueils contenant chacun 6 récits), Larousse, 1976[10] :

1. De Vercingétorix aux Vikings, 1976  (ISBN 2-03-051731-3)
2. De Hugues Capet à Bouvines, 1977  (ISBN 2-03-051732-1)
3. De Saint-Louis à Jeanne d'Arc, 1977  (ISBN 2-03-051733-X)
4. De Louis XI à Louis XIII, 1977  (ISBN 2-03-051734-8)
5. De Louis XIV à la Révolution, 1977  (ISBN 2-03-051735-6)
6. De Bonaparte à Louis-Philippe Ier, 1977  (ISBN 2-03-051736-4)
7. De La Révolution de 1848 à La Troisième République, 1977  (ISBN 2-03-051737-2)
8. De La Grande Guerre à La Cinquième République, 1977  (ISBN 2-03-051738-0)

- L'Histoire de France en bandes dessinées, 4 recueils reliés en cuir contenant chacun 12 récits, Larousse, 1979-1980[11].
- Histoire de France en bandes dessinées, 16 recueils préfacés par des historiens et contenant chacun 3 récits, Larousse et Le Monde, 2008[12]

### Documentation
- William Foix, « Dessiner l'Histoire - Nonfiction.fr le portail des livres et des idées », sur nonfiction.fr, 20 novembre 2017 (consulté le 15 juin 2020)
- Michel de France (int. par Henri Filippini), « Entretien avec Michel de France », Schtroumpfanzine, no 31,‎ juin 1979, p. 3-5
- Antoine Roux, « Le Carnaval de Clio ou quand les professeurs grimpent aux barricades », Schtroumpfanzine, no 31,‎ juin 1979, p. 18-20